# Trochamijiella
Trochamijiella es un género de foraminífero bentónico la familia Biokovinidae, de la superfamilia Biokovinoidea, del suborden Biokovinina y del orden Loftusiida da. Su especie tipo es Trochamijiella gollesstanehi. Su rango cronoestratigráfico abarca el Bathoniense (Jurásico medio).

## Discusión
Clasificaciones previas incluían Trochamijiella en el suborden Textulariina y en el orden Textulariida.

## Clasificación
Trochamijiella incluye a la siguiente especie:
- Trochamijiella gollesstanehi